# Snefru (kryptografia)
Funkcja Snefru – jednokierunkowa funkcja skrótu zaprojektowana przez Ralpha Merkle'a, produkująca skróty o długości 128 lub 256 bitów. Nazwa funkcji wywodzi się od imienia egipskiego faraona Snofru.

## Algorytm
W celu wyliczenia skrótu za pomocą funkcji Snefru, wiadomość dzielimy na stałej długości bloki: 384-bitowe w przypadku, gdy chcemy wyliczyć skrót 128-bitowy oraz 256-bitowe w przypadku wyliczania skrótu 256-bitowego. Po podziale pierwszy blok wiadomości podawany jest na wejście funkcji skracającej H, która oblicza m-bitowy (128- lub 256- w zależności od tego jakiej długości ma być tworzony skrót) skrót podanego bloku. Następnie, do tak obliczonego skrótu pierwszego bloku dołączany jest drugi blok wiadomości i całość ponownie podawana jest na wejście funkcji H. Cała procedura jest powtarzana dla wszystkich bloków wiadomości a jej skrótem jest wyjście funkcji H po przetworzeniu ostatniego bloku.

## Bezpieczeństwo
Biham i Shamir pokazali, że w ciągu kilku minut można znaleźć takie pary wiadomości, które produkują identyczne 128-bitowe skróty.